# Fox Interactive
Fox Interactive – amerykańska firma z siedzibą w Los Angeles zajmująca się produkcją i wydawaniem gier komputerowych.

## Wyprodukowane i wydane gry
Źródło: GameSpot
- The Tick
- The Pagemaster
- The Simpsons Cartoon Studio
- Die Hard Trilogy
- Independence Day
- The Simpsons: Virtual Springfield
- Croc: Legend of the Gobbos
- Anastasia: Adventures with Pooka and Bartok
- The X-Files: Unrestricted Access
- The X-Files Game
- Fox Sports Soccer '99
- Fox Sports Golf '99
- N2O: Nitrous Oxide
- Fox Sports Golf '99
- Motorhead
- Team Losi RC Racer
- Fox Sports College Hoops '99
- Motorhead
- Sci-Fi Pinball
- Aliens versus Predator
- Croc 2: Kingdom of the Gobbo’s
- The X-Files
- NHL Championship 2000
- NBA Basketball 2000
- Die Hard Trilogy 2: Viva Las Vegas
- Alien Versus Predator Gold Edition
- Sanity: Aiken’s Artifact
- King of the Hill
- Alien Resurrection
- The Operative: No One Lives Forever
- Aliens vs. Predator 2
- The Simpsons: Road Rage
- Hit the Pros
- Aliens versus Predator 2: Gold Edition

### Anulowane
- Aliens: Colonial Marines
- Croc
- World’s Scariest Police Chases
- Buffy the Vampire Slayer
- Planet of the Apes